# Женская сборная Бельгии по волейболу
Женская национальная сборная Бельгии по волейболу (нидерл. Belgische dames volleybalteam; фр. Équipe de Belgique de volley-ball féminin) — представляет Бельгию на международных соревнованиях по волейболу. Управляющей организацией выступает Королевская бельгийская федерация волейбола (нидерл. Koninklejk Belgisch Volleybalverbond — KBVBV; фр. Fédération royale belge de Volley-Ball — FRBVB).

## История
Королевская бельгийская федерация волейбола в 1947 году стала одним из учредителем ФИВБ. С 1945 проводятся чемпионаты Бельгии среди мужских, а с 1951 — и среди женских команд.
На международной арене женская сборная Бельгии дебютировала в 1956 году, став участницей чемпионата мира в Париже. Свой первый матч на турнире бельгийские волейболистки провели 30 августа против сборной Чехословакии и проиграли в трёх партиях. Затем в своей группе предварительного этапа бельгийки уступили и команде Нидерландов 0:3, а в утешительном раунде одержали 4 победы и потерпели 3 поражения. Итогом для сборной Бельгии стало 13-е место среди 17 команд-участниц.
Вторично среди участников чемпионата мира национальная команда Бельгии оказалась только в 1978 году на мировом первенстве, проходившем в СССР. На турнире бельгийки заняли место отказавшейся от участия сборной Египта, носившей титул чемпиона Африки. Выиграв лишь раз у сборной Туниса и потерпев 7 поражений, бельгийские волейболистки заняли лишь 22-е (предпоследнее) место. После этого команда Бельгии либо не заявлялась для участия в чемпионатах мира, либо не могла преодолеть отборочного турнира.
В чемпионатах Европы сборная Бельгии дебютировала в 1967 году. Одержав всего одну победу в 8 сыгранных матчах, бельгийки заняли 14-е место, оставив позади себя только команду Швеции.
В период с 1971 по 2005 годы бельгийские волейболистки лишь трижды смогли квалифицироваться в финальные турниры чемпионатов Европы (в 1975, 1979 и 1987), но не смогли одержать в них ни единой победы, неизменно замыкая турнирную таблицу.
В 2007 году после 20-летнего перерыва сборная Бельгии вновь была среди участников европейского континентального первенства и, в отличие от прежних чемпионатов, уже не выглядела на турнире статистом. Укомплектованная рядом опытных волейболисток (связующая Дирикс, Бланд, Щигельска), сборная всё же была одной из самых молодых среди других команд. Трижды победив и столько же раз проиграв, бельгийки разделили 7—8-е место с Францией.
На следующем европейском первенстве, проходившем в 2009 году в Польше, сборная Бельгии в ходе первого группового этапа едва не преподнесла сюрприз в игре со сборной России, ведя по ходу матча 2:1, но всё же уступив ей 2:3. С таким же счётом бельгийки проиграли команде Болгарии и победили 3:1 белорусок. А вот во втором групповом раунде сборная Бельгии уступила трижды и выбыла из дальнейшего розыгрыша.
На чемпионат Европы 2011 Бельгия отобраться не смогла. Пропустив вперёд себя в ходе группового раунда отборочного турнира сборную Румынии, бельгийки в стыковых матчах уступили команде Хорватии 1:3 и 2:3 и остались вне основного этапа континентального первенства.
2013 год для женской сборной Бельгии стал самым успешным за всё время её существования. Сначала в мае бельгийские волейболистки уверенно заняли первое место в своей группе первого раунда отборочного турнира чемпионата мира, победив команды Португалии, Швейцарии и Северной Ирландии, обеспечив себе тем самым продолжение борьбы за путёвку на мировое первенство в январе 2014 года. Затем в июне—июле, дебютировав в Евролиге, сборная Бельгии уверенно вышла в финальный этап соревнований (10 побед в 12 матчах группового раунда), где в полуфинале в трёх сетах одолела Румынию, но в решающем матче в упорнейшей борьбе уступила команде Германии 2:3. Серебряные медали стали первой наградой в официальных соревнованиях в истории женской национальной команды Бельгии. Лучшим игроком турнира была признана бельгийка Шарлотте Лейс, лучшей связующей — Фрауке Дирикс, лучшей блокирующей — Фрея Альбрехт.
Большим сюрпризом стало выступление бельгийских волейболисток на чемпионате Европы, прошедшем в сентябре того же года в Германии. На предварительной стадии турнира сборная Бельгии, кстати самая молодая команда первенства, уверенно одолела сначала Францию 3:1, затем Швейцарию 3:0 и, наконец, Италию 3:1, заняв в группе первое место и напрямую выйдя в четвертьфинал. В четвертьфинале бельгийки сломили сопротивление команды Франции, победив их со счётом 3:2. Полуфинальный поединок между сборными Бельгии и Германии сложился по драматичному сценарию. После двух сетов, уверенно переигрывая хозяек первенства, бельгийские волейболистки вели 2:0 (25:18, 25:20), но на большее их не хватило. Перехватив инициативу, немки победили в третьей и четвертой партиях с одинаковым счётом 25:21 и завершили в свою пользу тай-брейк 15:11 и весь матч 3:2. В не менее упорной борьбе прошёл и поединок за третье место между командами Бельгии и Сербии, уже сложившими с себя чемпионские полномочия. Проиграв первый сет (23:25), бельгийки победили в следующих двух (25:21, 28:26), уступили в четвёртом (21:25), но в решающей партии были сильнее 15:11, завоевав бронзовые награды первенства. Две бельгийские волейболистки стали обладательницами индивидуальных призов турнира — Лизе ван Хеке (самый результативный игрок) и Валери Куртуа (лучшая либеро). В матчах плей-офф чемпионата стартовый состав сборной выглядел неизменным: связующая Фрауке Дирикс, центральные блокирующие Лаура Хейрман и Фрея Альбрехт, нападающие Лизе ван Хеке, Шарлотте Лейс и Элен Руссо, либеро Валери Куртуа.
Этот успех, достигнутый под руководством тренера Герта ван де Брука, вызвал на родине «жёлтых тигров» (прозвище национальной команды Бельгии) настоящий волейбольный ажиотаж. За 5 решающих дней первенства количество членов фан-клуба сборной увеличилось в два раза, выступление команды на чемпионате широко освещалось в различных СМИ страны, а число бельгийских журналистов на турнире за дни со старта до матчей плей-офф выросло в 6 раз. В аэропорту Брюсселя игроков ждали три съёмочных группы телевидения, а в последующие за чемпионатом дни печатные издания и телепередачи оказались полны материалами о национальной сборной страны и интервью, разданными игроками и тренерами.
В дополнение к столь успешному для себя сезону в начале январе в польском Лодзе сборная Бельгии
уверенно опередила своих соперников по отборочной группе в решающем этапе европейской квалификации чемпионата мира 2014. С одинаковым счётом 3:0 были повержены сборные Польши, Испании и Швейцарии. Тем самым в 2014 году бельгийская национальная команда после 36-летнего перерыва вновь будет среди участниц женского волейбольного первенства мира.
Чемпионат мира 2014, прошедший в сентябре-октябре в Италии, для сборной Бельгии завершился во втором групповом раунде. Проведя на турнире 7 матчей, бельгийки сумели победить 4 раза и разделили итоговые 11-12-е места. Двумя месяцами ранее национальная команда Бельгии впервые была среди участников Гран-при и сумела первенствовать во втором дивизионе, выйдя в основной финальный этап и обеспечив себе повышение в классе на будущий сезон. В финальном же этапе розыгрыша бельгийки уступили во всех пяти сыгранных матчах и замкнули шестёрку сильнейших.
Европейское континентальное первенство 2015 года принимали Бельгия и Нидерланды. В своей группе предварительного этапа бельгийские волейболистки стали вторыми, обыграв сборные Венгрии и Азербайджана и проиграв Турции. В первом раунде плей-офф команда Бельгии уверенно переиграла Чехию, но в четвертьфинале уступила волейболисткам Сербии 1:3 и выбыла из розыгрыша, не сумев повторить своего успеха на Евро двухлетней давности.
2016 и 2017 годы не принесли «жёлтым тигрицам» успеха. В 2017 бельгийки не смогли квалифицироваться на чемпионат мира 2018, замкнули турнирную таблицу 1-го дивизиона Гран-при, а на чемпионате Европы не смогли выйти из группы предварительного этапа.

## Результаты выступлений и составы

### Олимпийские игры
| - 1964 — не участвовала - 1968 — не участвовала - 1972 — не участвовала - 1976 — не квалифицировалась - 1980 — не квалифицировалась - 1984 — не участвовала - 1988 — не квалифицировалась - 1992 — не участвовала | - 1996 — не участвовала - 2000 — не участвовала - 2004 — не участвовала - 2008 — не квалифицировалась - 2012 — не квалифицировалась - 2016 — не квалифицировалась - 2020 — не квалифицировалась - 2024 — не квалифицировалась |

### Чемпионаты мира
| - 1952 — не участвовала - 1956 — 13-е место - 1960 — не участвовала - 1962 — не участвовала - 1967 — не участвовала - 1970 — не квалифицировалась - 1974 — не участвовала - 1978 — 22-е место - 1982 — не участвовала - 1986 — не участвовала | - 1990 — не участвовала - 1994 — не участвовала - 1998 — не квалифицировалась - 2002 — не участвовала - 2006 — не квалифицировалась - 2010 — не квалифицировалась - 2014 — 11—12-е место - 2018 — не квалифицировалась - 2022 — 9-е место - 2025 — |

- 2014: Анги Бланд, Фрауке Дирикс, Нина Колман, Лаура Хейрман, Шарлотте Лейс, Валери Куртуа, Лизе ван Хеке, Эльс Вандестене, Доминика Струмило, Элен Руссо, Илка ван де Вивер, Бритт Рёйссхарт, Сара Колс, Мод Катри. Тренер — Герт ван де Брук.
- 2022: Элизе ван Сас, Бритт Херботс, Натали Лемменс, Жоди Гийомс, Селин ван Гестел, Нел Демейер, Полин Мартен, Шарлотте Креницки, Марлиз Янсенс, Ютта ван де Вивер, Бритт Рампелберг, Силке ван Авермат, Манон Страгир, Анна Коулберг. Тренер — Герт ван де Брук.

### Гран-при
До 2013 в розыгрышах Гран-при сборная Бельгии участия не принимала.
- 2014 — 6-е место (1-е во 2-м дивизионе)
- 2015 — 10-е место
- 2016 — 11-е место
- 2017 — 12-е место

- 2014: Анги Бланд, Ясмин Бибаув, Фрауке Дирикс, Нина Колман, Лаура Хейрман, Шарлотте Лейс, Валери Куртуа, Кая Гробельна, Фрея Альбрехт, Лизе ван Хеке, Эльс Вандестене, Доминика Струмило, Элен Руссо, Лоре Гиллис, Илка ван де Вивер, Бритт Рёйссхарт, Илка ван де Вивер. Тренер — Герт ван де Брук.
- 2015: Ясмин Бибаув, Валери Куртуа, Лаура Хейрман, Шарлотте Лейс, Жольен Витток, Кая Гробельна, Фрея Альбрехт, Лизе ван Хеке, Эльс Вандестене, Доминика Струмило, Илка ван де Вивер, Бритт Рёйссхарт, Сара Колс, Мод Катри. Тренер — Герт ван де Брук.
- 2016: Ясмин Бибаув, Бритт Херботс, Валери Куртуа, Лаура Хейрман, Шарлотте Лейс, Азили Диву, Кая Гробельна, Фрея Альбрехт, Лизе ван Хеке, Доминика Собольска, Доминика Струмило, Элен Руссо, Натали Лемменс, Селин ван Гестел, Илка ван де Вивер, Бритт Рёйссхарт, Амбер де Тант. Тренер — Герт ван де Брук.
- 2017: Ясмин Бибаув, Бритт Херботс, Шарлотте Лейс, Селин ван Гестел, Кая Гробельна, Фрея Альбрехт, Доминика Струмило, Марлиз Янсенс, Марго Вутс, Элизе ван Сас, Илка ван де Вивер, Натали Лемменс, Жоди Гийомс, Амбер де Тант, Лиза Нейт, Ирис Вандевиле. Тренер — Герт ван де Брук.

### Лига наций
- 2018 — 13-е место
- 2019 — 7-е место
- 2021 — 9-е место
- 2022 — 15-е место
- 2023 — не участвовала
- 2024 — не участвовала
- 2025 — 14-е место

- 2018: Лиза Нейт, Элизе ван Сас, Бритт Херботс, Натали Лемменс, Лауре Фламент, Селин ван Гестел, Кая Гробельна, Ирис Вандевиле, Доминика Струмило, Марлиз Янсенс, Лотте ван ден Дриссхе, Каролина Голиат, Илка ван де Вивер, Ориане Мулин, Силке ван Авермат, Жоди Гийомс, Манон Страгир, Анна Валкенборг. Тренер — Герт ван де Брук.
- 2019: Бике Киндт, Элизе ван Сас, Бритт Херботс, Натали Лемменс, Селин ван Гестел, Кая Гробельна, Доминика Струмило, Марлиз Янсенс, Ютта ван де Вивер, Каролина Голиат, Илка ван де Вивер, Бритт Рампелберг, Силке ван Авермат, Жоди Гийомс, Манон Страгир, Анна Валкенборг. Тренер — Герт ван де Брук.

### Кубок претендентов ФИВБ
- 2022 — 2-е место
- 2024 — 4-е место

### Чемпионаты Европы
| - 1949 — не участвовала - 1950 — не участвовала - 1951 — не участвовала - 1955 — не участвовала - 1958 — не участвовала - 1963 — не участвовала - 1967 — 14-е место - 1971 — не участвовала - 1975 — 12-е место - 1977 — не квалифицировалась - 1979 — 12-е место - 1981 — не квалифицировалась - 1983 — не квалифицировалась - 1985 — не квалифицировалась - 1987 — 12-е место - 1989 — не квалифицировалась - 1991 — не участвовала | - 1993 — не участвовала - 1995 — не квалифицировалась - 1997 — не квалифицировалась - 1999 — не участвовала - 2001 — не квалифицировалась - 2003 — не квалифицировалась - 2005 — не квалифицировалась - 2007 — 7—8-е место - 2009 — 11—12-е место - 2011 — не квалифицировалась - 2013 — 3-е место - 2015 — 5—8-е место - 2017 — 13—16-е место - 2019 — 9—16-е место - 2021 — 9—16-е место - 2023 — 9—16-е место - 2026 — |

- 2007: Фрауке Дирикс, Анги Бланд, Шарлотте Лейс, Лоре Гиллис, Грит ван Варенберг, Марта Щигельска, Гвендолин Хореманс, Селин Лафорж, Грет Коппе, Эльс Вандестене, Жольен Витток, Аня ван Дамме. Тренер — Ян де Брандт.
- 2009: Фрея Альбрехт, Фрауке Дирикс, Яна де Леув, Шарлотте Лейс, Лисбет Виндевогель, Виргини де Карне, Грит ван Варенберг, Марта Щигельска, Гвендолин Хореманс, Элен Руссо, Эльс Вандестене, Жолин Витток. Тренер — Герт ван де Брук.
- 2013: Нина Колман, Бритт Рёйссхарт, Фрауке Дирикс, Валери Куртуа, Лаура Хейрман, Шарлотте Лейс, Фрея Альбрехт, Лизе ван Хеке, Эльс Вандестене, Анги Бланд, Элен Руссо, Ясмин Бибаув, Илка ван де Вивер, Лоре Гиллис. Тренер — Герт ван де Брук.
- 2015: Ясмин Бибаув, Фрауке Дирикс, Валери Куртуа, Лаура Хейрман, Шарлотте Лейс, Кая Гробельна, Фрея Альбрехт, Лизе ван Хеке, Эльс Вандестене, Лорена Чианчи, Селин ван Гестель, Илка ван де Вивер, Бритт Рёйссхарт, Мод Катри. Тренер — Герт ван де Брук.
- 2017: Ясмин Бибаув, Бритт Херботс, Валери Куртуа, Лаура Хейрман, Шарлотте Лейс, Селин ван Гестел, Кая Гробельна, Фрея Альбрехт, Лизе ван Хеке, Марлиз Янсенс, Илка ван де Вивер, Натали Лемменс, Жоди Гийомс, Амбер де Тант. Тренер — Герт ван де Брук.
- 2019: Элизе ван Сас, Бритт Херботс, Натали Лемменс, Селин ван Гестел, Кая Гробельна, Доминика Собольска, Бритт Рейссхарт, Доминика Струмило, Марлиз Янсенс, Каролина Голиат, Илка ван де Вивер, Силке ван Авермат, Жоди Гийомс, Манон Страгир. Тренер — Герт ван де Брук.
- 2021: Элизе ван Сас, Бритт Херботс, Натали Лемменс, Жоди Гийомс, Хелена Гилсон, Селин ван Гестел, Нел Демейер, Доминика Собольска-Тарасова, Марлиз Янсенс, Ютта ван де Вивер, Илка ван де Вивер, Бритт Рампелберг, Силке ван Авермат, Манон Страгир. Тренер — Герт ван де Брук.

### Евролига
В розыгрышах Евролиги 2009—2012, 2014—2022 сборная Бельгии участия не принимала.
- 2013 —  2-е место
- 2023 — 3—4-е место
- 2024 —  3-е место

- 2013: Нина Колман, Фрауке Дирикс, Валери Куртуа, Шарлотте Лейс, Гвендолин Хореманс, Фрея Альбрехт, Лизе ван Хеке, Эльс Вандестене, Анги Бланд, Сара Смитс, Элен Руссо, Ясмин Бибаув, Илка ван де Вивер, Лоре Гиллис, Кая Гробельна. Тренер — Герт ван де Брук.

### Европейские игры
- 2015 — 5—8-е место

- 2015: Ясмин Бибаув, Валери Куртуа, Лаура Хейрман, Шарлотте Лейс, Кая Гробельна, Фрея Альбрехт, Эльс Вандестене, Лорена Чианчи, Селин ван Гестель, Илка ван де Вивер, Бритт Рёйссхарт, Сара Колс, Каролина Голиат, Натали Лемменс. Тренер — Герт ван де Брук.

### Кубок весны
Женская сборная Бельгии один раз побеждала (в 1999 году) и трижды становилась бронзовым призёром (в 1973, 1976 и 1978) в традиционном международном турнире Кубок весны (Spring Cup), который ежегодно (с 1962 для мужских и с 1973 для женских сборных команд) проводился по инициативе федераций волейбола западноевропейских стран.

## Состав
Сборная Бельгии в соревнованиях 2024 года (Евролига, Кубок претендентов ФИВБ, квалификация чемпионата Европы)
| №  | Имя, фамилия       | Год рождения | Рост | Амплуа      | Клуб                         |
| -- | ------------------ | ------------ | ---- | ----------- | ---------------------------- |
| 1  | Сар Бертелс        | 2006         | 185  | нападающая  | «Астерикс-АВО» Беверен       |
| 2  | Элизе ван Сас      | 1997         | 188  | связующая   | «Астерикс-АВО» Беверен       |
| 3  | Бритт Херботс      | 1999         | 182  | нападающая  | «Савино Дель Бене» Скандиччи |
| 4  | Натали Лемменс     | 1995         | 192  | центральная | «Дрезднер» Дрезден           |
| 5  | Теа Радович        | 2007         | 184  | нападающая  | «Бево-Реккенсхоп» Руселаре   |
| 6  | Хелена Гилсон      | 1999         | 184  | нападающая  | «Астерикс-АВО» Беверен       |
| 9  | Нел Демейер        | 2001         | 175  | либеро      | «Аудегем» Дендермонде        |
| 10 | Полин Мартен       | 2002         | 185  | нападающая  | «Альянц-МТВ» Штутгарт        |
| 11 | Анке Валкенс       | 2000         | 192  | центральная | «Шарлеруа»                   |
| 12 | Шарлотте Креницки  | 2000         | 186  | связующая   | «Альянц-МТВ» Штутгарт        |
| 14 | Лин ван Гертрёйден | 2001         | 181  | связующая   | «Чалу» Шапель-лез-Эрлемон    |
| 15 | Шарлин Юмбле       | 2000         | 180  | центральная | «Чалу» Шапель-лез-Эрлемон    |
| 17 | Кат Кос            | 2006         | 182  | нападающая  | «Астерикс-АВО» Беверен       |
| 18 | Бритт Рампелберг   | 2000         | 165  | либеро      | «Пэ д’Э» Венель              |
| 19 | Силке ван Авермат  | 1999         | 192  | центральная | «Унет-Ямамай» Бусто-Арсицио  |
| 20 | Бритт Франсен      | 2002         | 184  | центральная | «Гент»                       |
| 21 | Манон Страгир      | 1999         | 182  | нападающая  | «Астерикс-АВО» Беверен       |
| 22 | Анна Коулберг      | 2004         | 187  | центральная | «Потсдам»                    |
| 23 | Нор Дебаук         | 2005         | 165  | либеро      | «Астерикс-АВО» Беверен       |
| 25 | Элине ван Элсен    | 2004         | 179  | нападающая  | «Гент»                       |
| 28 | Лара Нагелс        | 1997         | 182  | связующая   | «Тюринген» Зуль              |

- Главный тренер — Крис Вансник.
- Тренеры —  Андреа Панцери,  Алпер Хамурджу.

## Фотогалерея

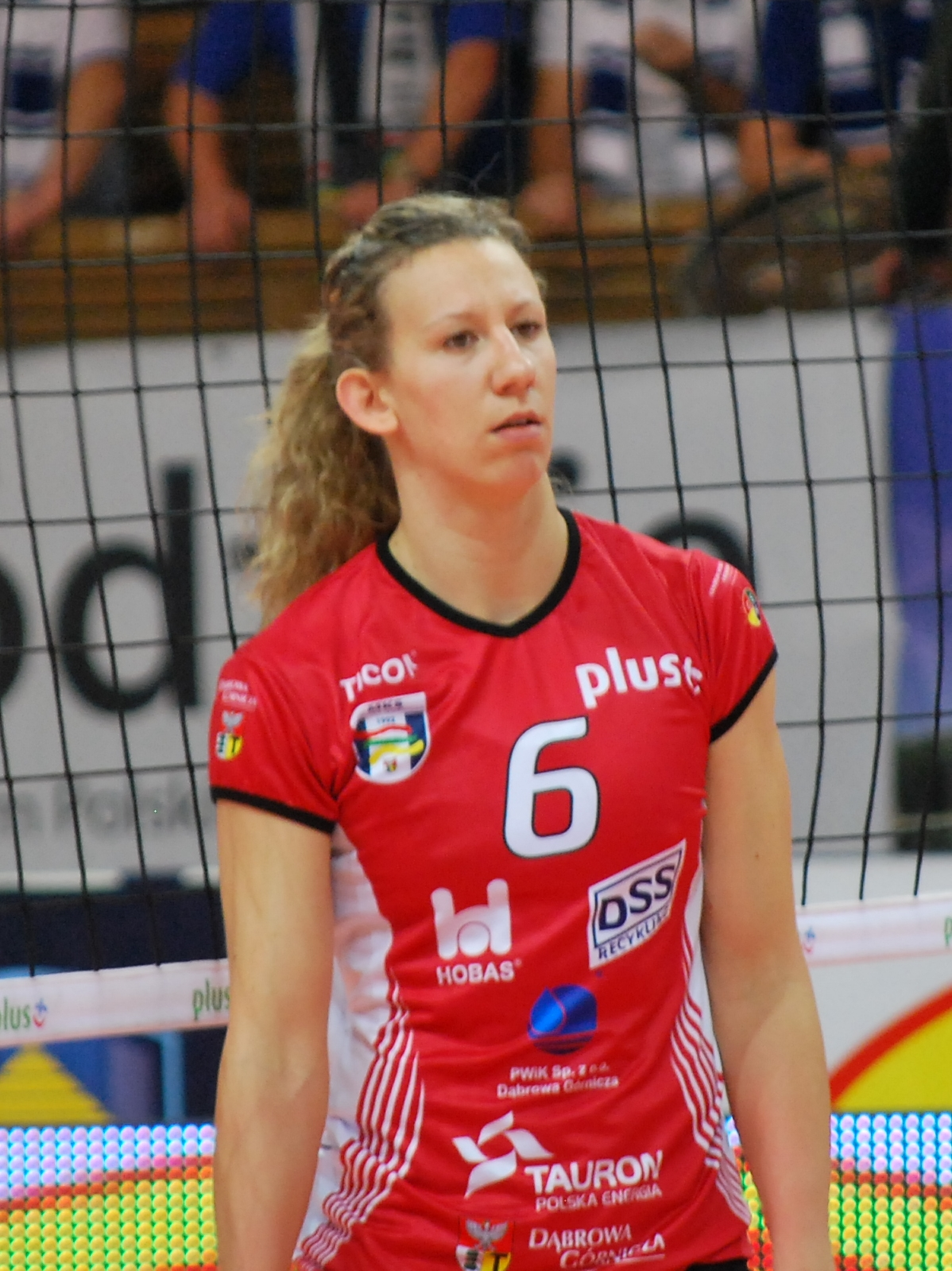
Фрауке Дирикс
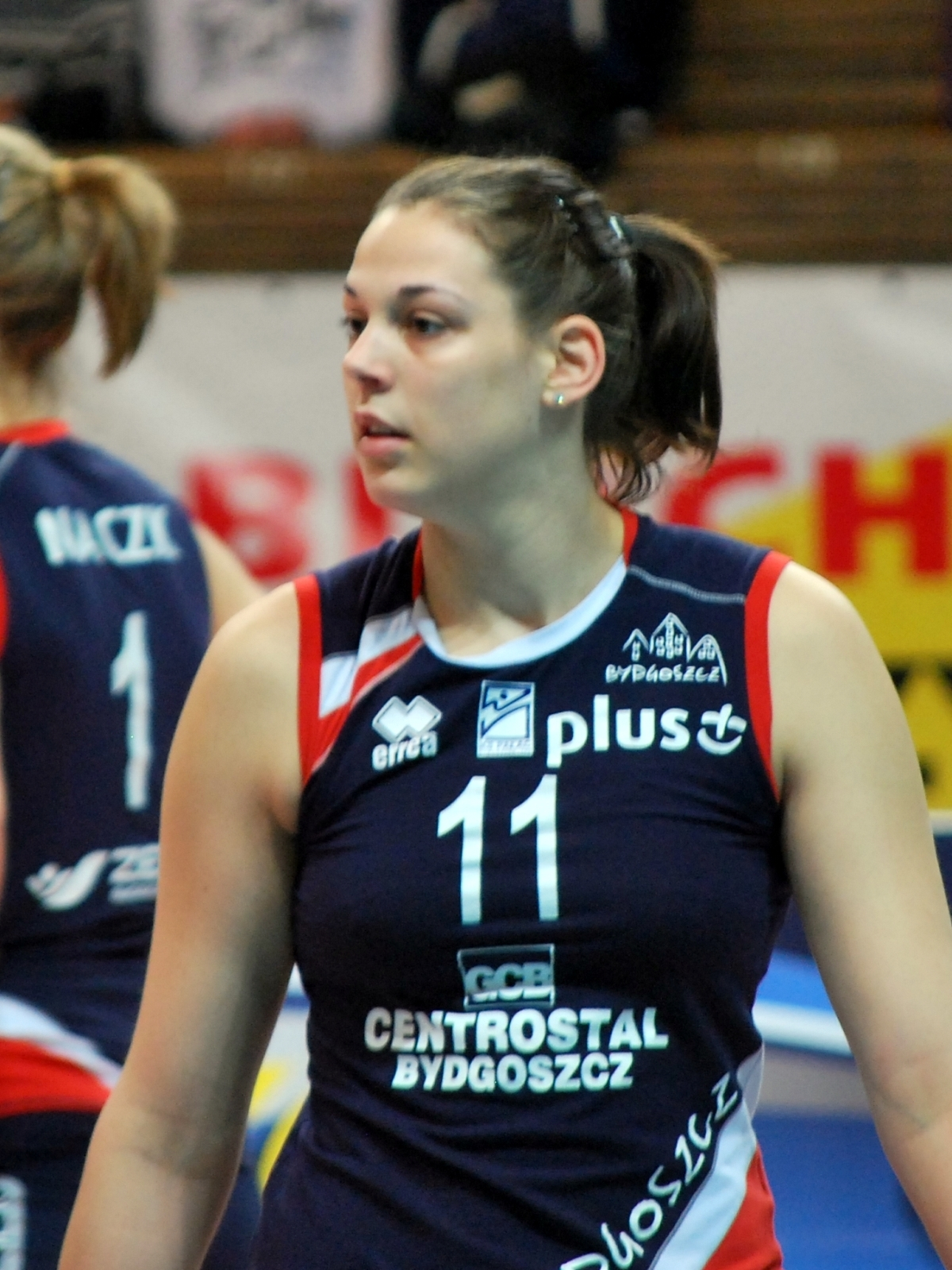
Шарлотте Лейс
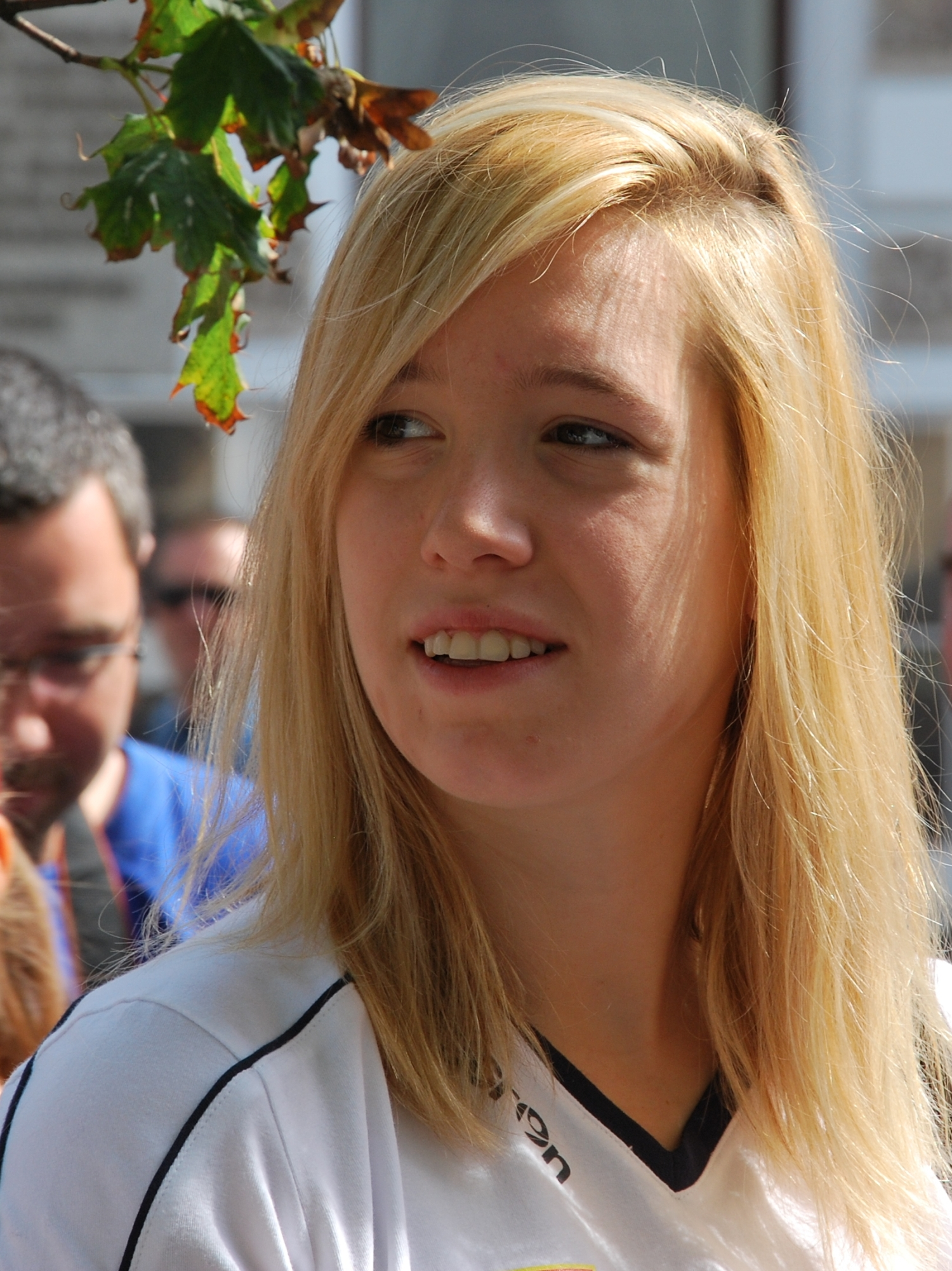
Элен Руссо
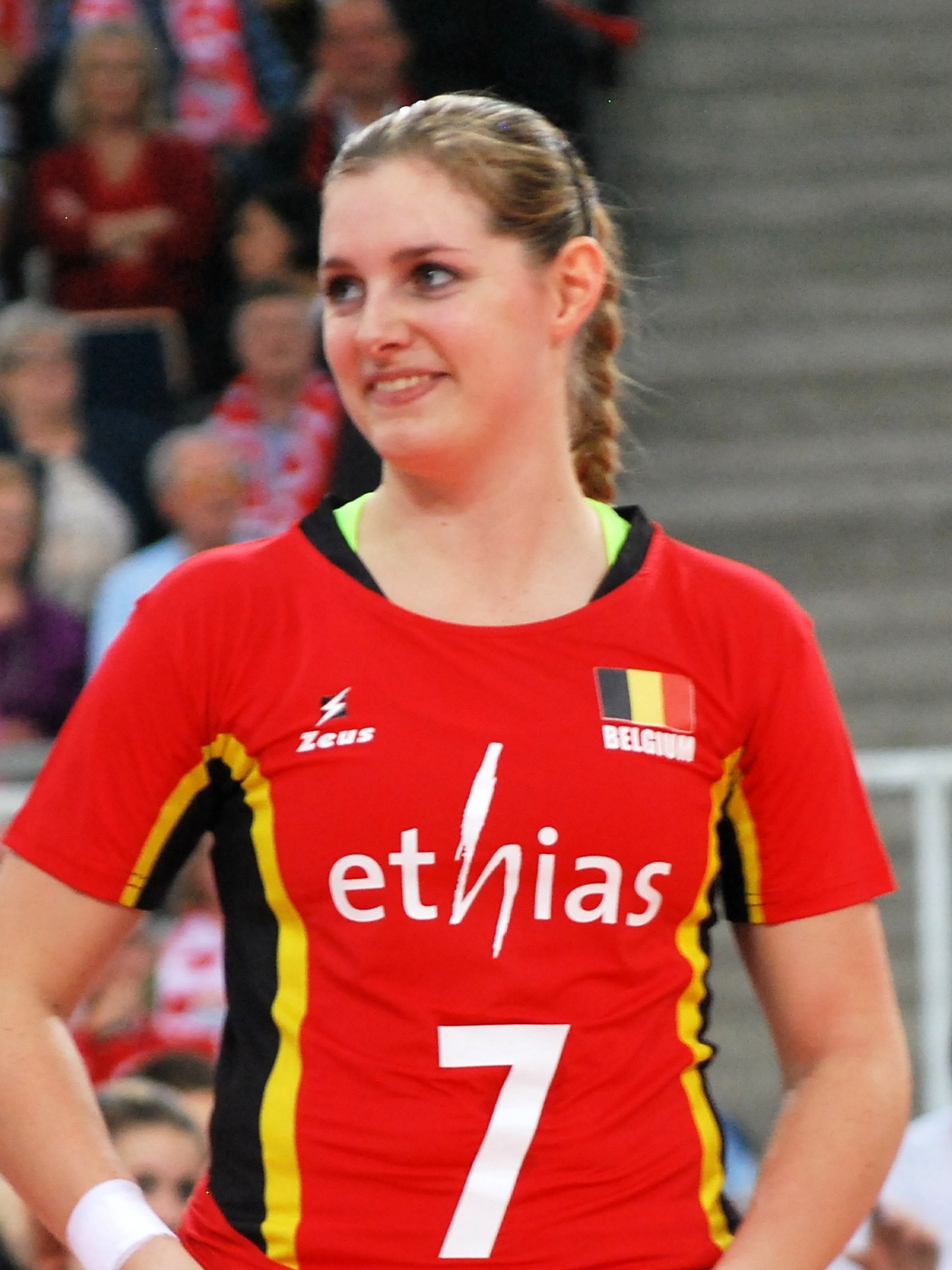
Валери Куртуа
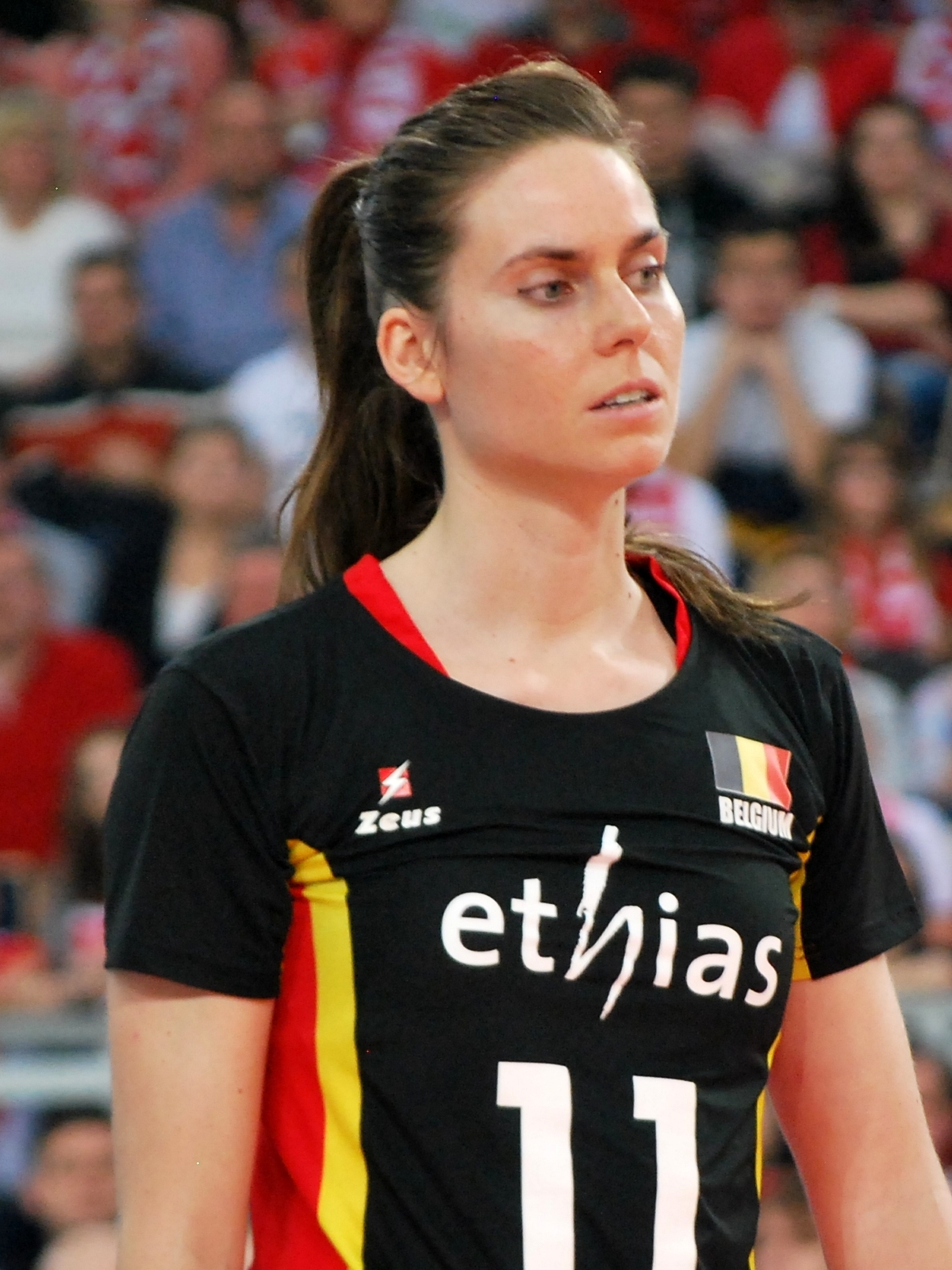
Эльс Вандестене
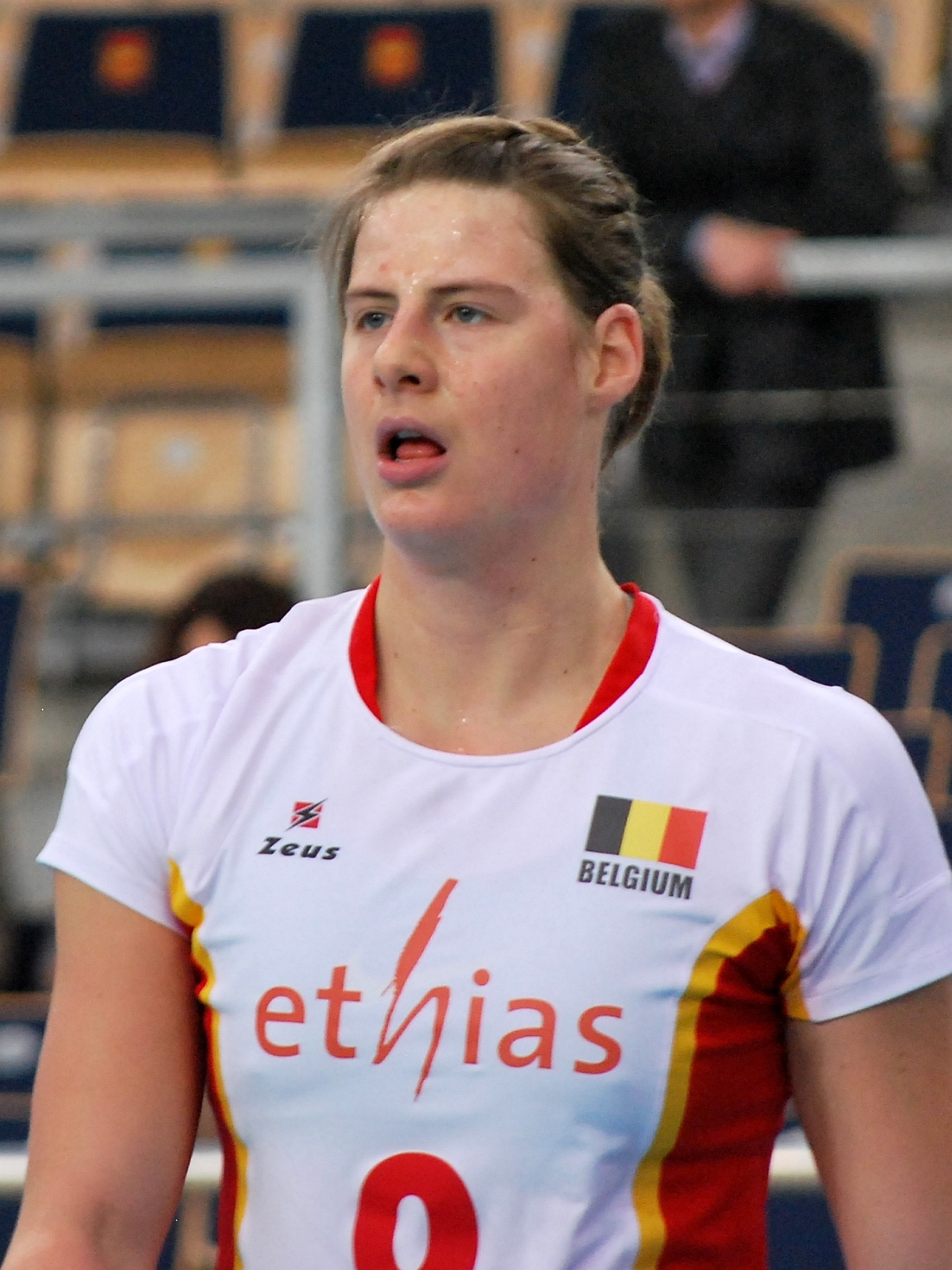
Фрея Альбрехт
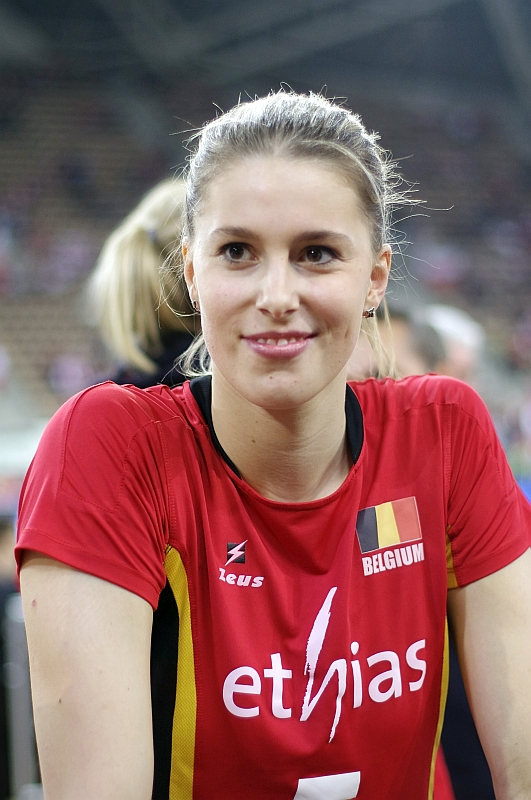
Лаура Хейрман
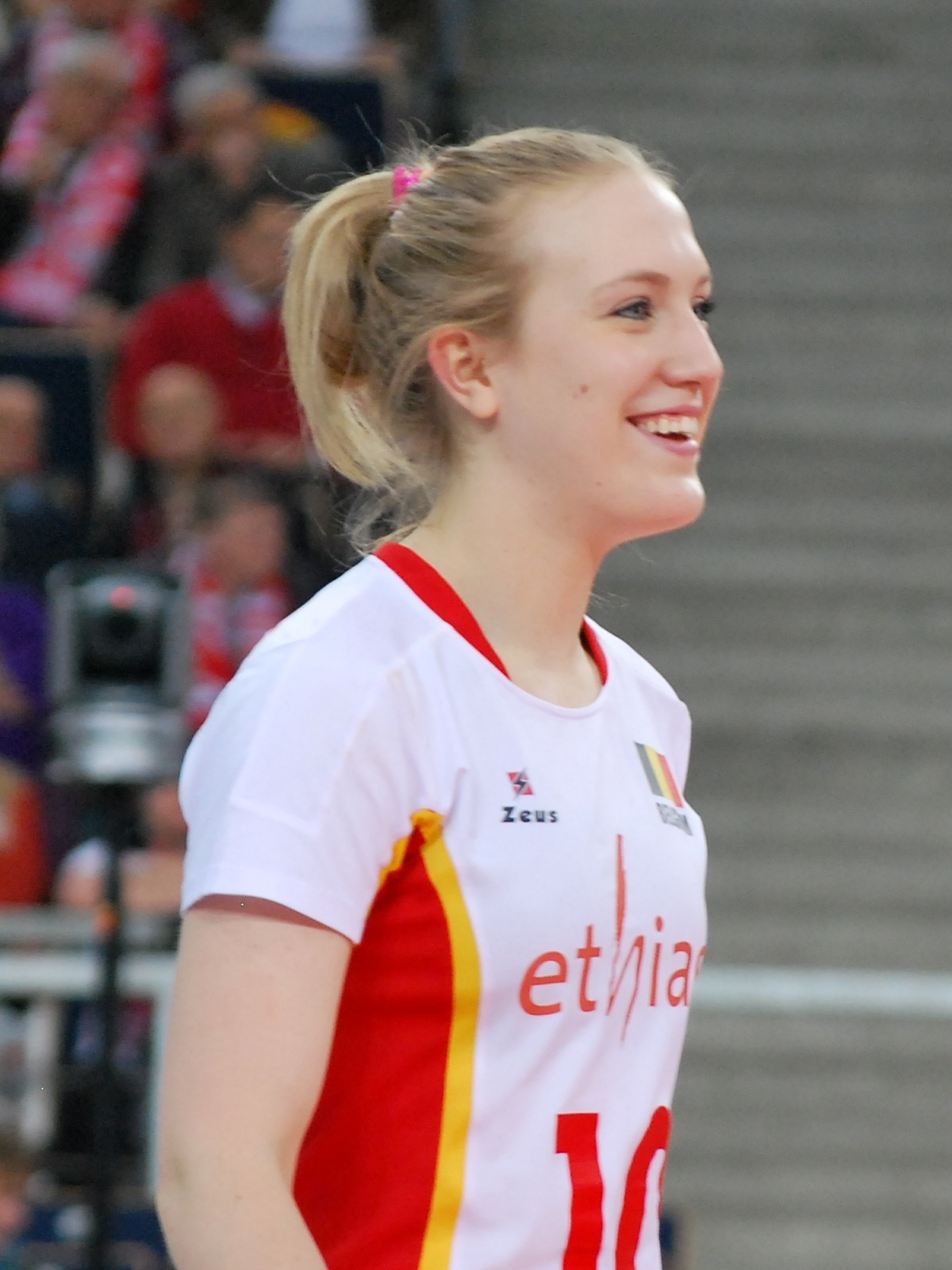
Лизе ван Хеке
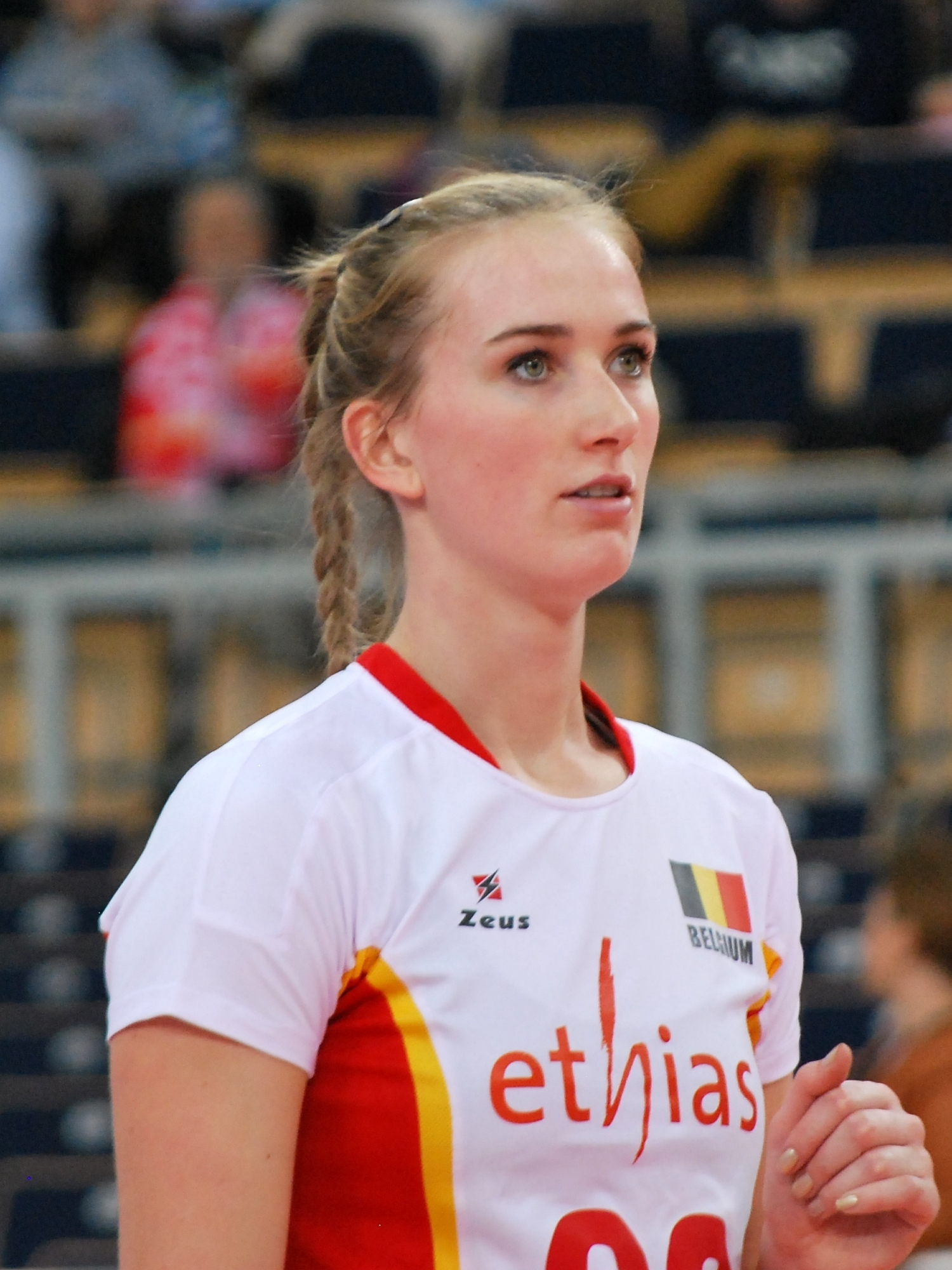
Мод Катри
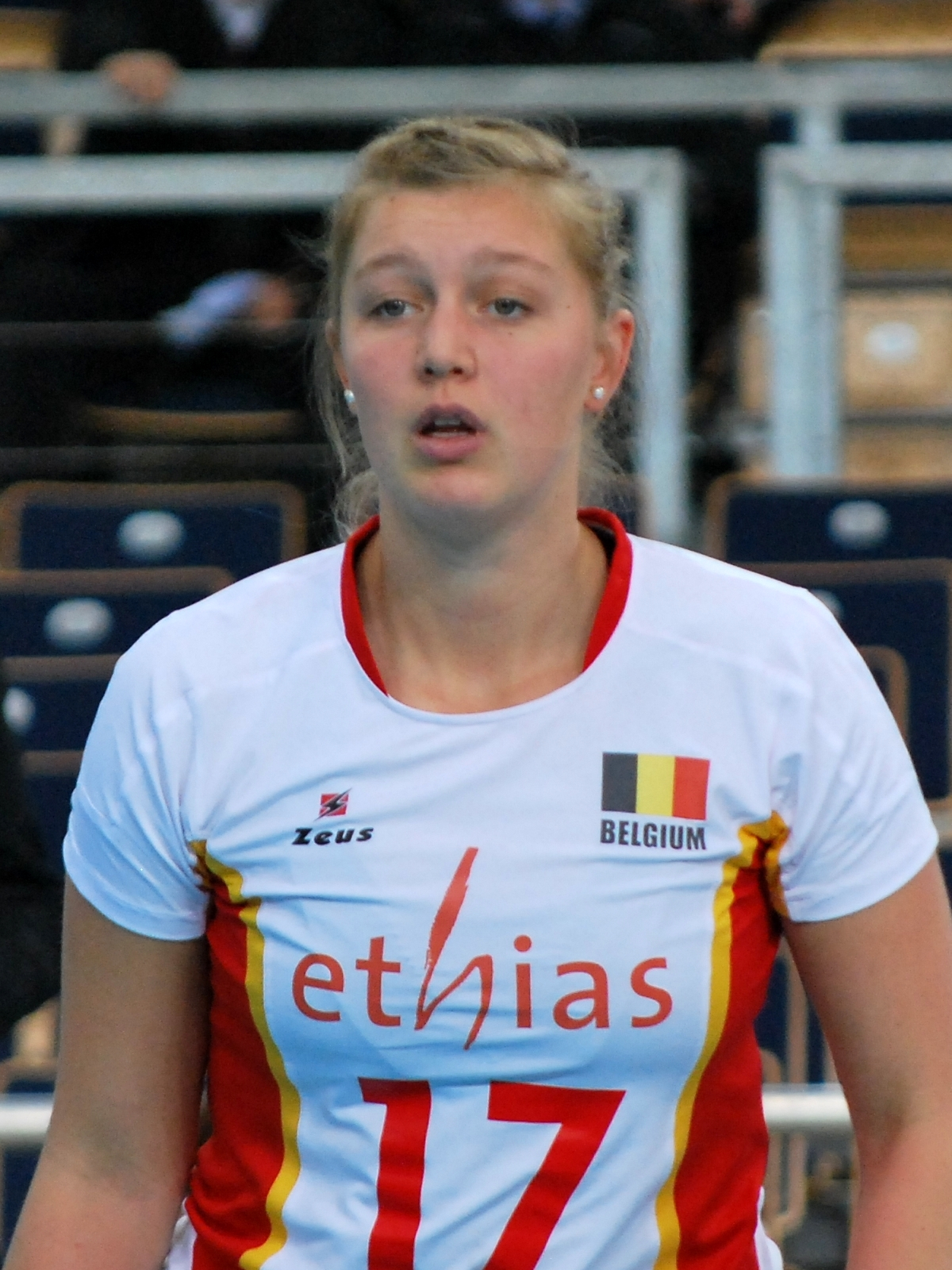
Илка ван де Вивер